# Jeannine Altmeyer
Pour les articles homonymes, voir Altmeyer.
Jeannine Altmeyer est une soprano américaine, née le 2 mai 1948 à Pasadena, surtout réputée pour ses interprétations de rôles de Richard Wagner ou Richard Strauss. 

## Biographie
Jeannine Altmeyer étudie d'abord le chant avec Betty Olssen, puis à Santa Barbara avec Martial Singher, Luigi Ricci, Lotte Lehmann, et aussi George London. Elle remporte le concours de chant du Metropolitan Opera de New York en 1971. Elle est alors engagée par le Met où elle débute en 1971-1972 en chantant la Première Dame dans Die Zauberflöte (La Flûte enchantée), la première Fille-Fleur dans Parsifal et Frasquita dans Carmen. En 1972, elle chante le rôle de Fricka dans L'Or du Rhin sur la scène de l'opéra de Chicago, et commence alors à s'imposer comme une grande interprète du répertoire wagnérien. L'année suivante, elle reprend le même rôle au Festival de Pâques de Salzbourg, sous la direction de Herbert von Karajan, puis au Royal Opera House de Covent Garden en 1975. Engagée à l'Opéra de Zurich en 1973, elle y chante Eva dans Les Maîtres chanteurs de Nuremberg. En 1974, outre ce même rôle, elle incarne Elisabeth dans Tannhäuser et chante également dans Lohengrin et Der Freischütz. En 1975, elle interprète le rôle-titre de Salomé de Richard Strauss à Stuttgart, dans la mise en scène de Jean-Pierre Ponnelle. Dès lors, elle est invitée par toutes les grandes scènes lyriques du monde.
Ses grands rôles sont ensuite Sieglinde dans La Walkyrie, qu'elle chante à Stuttgart puis au Festival de Bayreuth, Gutrune dans Le Crépuscule des dieux, dans la mise en scène de Patrice Chéreau, sous la direction de Pierre Boulez, aux côtés de Peter Hofmann. Elle participe également à la production filmée de L'Or du Rhin, dirigée par Karajan, dans laquelle elle chante Freia. En 1980, à Stuttgart, elle aborde le rôle de Chrisothémis dans Elektra et chante Sieglinde au Teatro San Carlo de Naples. C'est dans ces années 1980 qu'elle réalise quelques-uns de ses grands enregistrements, surtout le rôle de Brünnhilde dans l'intégrale de L’Anneau du Nibelung dirigée par Marek Janowski, aux côtés de Siegfried Jerusalem, qui est également son partenaire dans l'enregistrement de Fidelio, sous la direction de Kurt Masur. À partir de 1986, elle revient sur la scène du Met, où elle chante les principaux rôles wagnériens, surtout Sieglinde et Brünnhilde, mais aussi Leonore dans Fidelio. Durant la saison 1997-1998, elle est Vénus dans Tannhäuser. En 1999, elle incarne encore Brünnhilde dans l'intégrale du Ring, donnée à l'Opéra national des Pays-Bas à Amsterdam, sous la direction de Hartmut Haenchen, dans une mise en scène de Pierre Audi (parution en DVD, Opus Arte, 2006).